# Архелай (генерал)
Вижте пояснителната страница за други личности с името Архелай.
Архелай (Archelaus) е най-известният понтийски генерал по времето на Първата Митридатова война (89 – 85 пр.н.е.), между силите на Митридат VI и Римската Република. Архелай е командващ на понтийските сили по време на нахлуването в Гърция, където претърпява серия от тежки загуби, принуждавайки Митридат да започне преговори за сключване на мир.

## Ранни сведения за Архелай
Братът на Архелай, Неоптолем изпъква по време на войните водени от Митридат по северните брегове на Черно море, но Архелай не е известен преди започването на Първата Митридатова война през 89 пр.н.е. Митридат започва войната напредвайки към Витиня. Двамата братя водят авангарда на армията му и печелят първата победа във войната – при река Амниа (Amnias), където побеждават армията на Никомед IV Филопатор. Неоптолем след това побеждава и силите на Маний Аквилий, въпреки че Архелай не взима участие в тази битка.
Следващата информация, която се знае за Архелай е от времето на военната кампания, в която Митридат завладява по-голямата част от римската провинция в Азия. По времето на тази кампания Архелай атакува град Магнезия (или Магнезия на р. Меандър или близката Магнезия до планина Сипил). Атаката се проваля, a Архелай е ранен по време на битката.

## Гърция
Успехите на Митридат в Азия окуражават атиняните, отчасти подтикнати и от тирана Аристион (Aristion) да скъсат отношенията си с Рим и да поканят самия Митридат в Гърция. Миридат отговаря като през късното лято или есента на 88 пр.н.е. изпраща флот и армия под командването на Архелай в Атина. По пътя през Егейско море, Архелай завзема Цикладските острови и свещената съкровищница на Делос, по-късно дава взетите със сила съкровища на Аристион, за да засили още повече подкрепата на Атина към тирана. Архелай акостира в Пирея и окуражени от присъствието на армия му, голяма част от Южна Гърция се надига срещу римляните. Рим има два легиона на разположение за защита на Гърция и Македония, но управителят на Македония Сентий (C. Sentius) води война срещу тракийските племена и е в състояние да изпрати само малка военна част на юг, под командването на легата Брутий Сура. Още пет легиона под командването на консула Луций Сула са на път, но нямало да пристигнат преди пролетта на 87 пр.н.е.
Архелай и Брутий Сура водят битка три дни близо до Херонея в западна Беотия. Битката приключва когато Архелай получава подкрепления от Спарта и Ахея, но сега трябва да се завърне обратно в Атина и Пирея за да посрещне авангарда на армията на Сула водена от Лукул, които по това време пристигат в Гърция. Архелай и Аристион сега се оказват обсадени съответно в Пирея и в Атина. Митридат все още има контрол над моретата и така Архелай поучава припаси и подкрепления, но Атина е под блокада. Архелай прави няколко опита да достави провизии на обсадения град, но не постигна успех. Междувременно втора, много по-голяма понтийска армия под командването на сина на Митридат – Аркатий (Arcathias), напредва през Тракия и Македония. Ако Архелай и Аристион можели да издържат достатъчно, Сула щял да бъде приклещен между две големи армии.
Понтийският план се проваля през пролетта на 86 пр.н.е. На първи март Сула най-накрая пробива защитата на Атина, и въпреки че Аристион бяга в Акропола, сега Сула е в състояние да концентрира повече от своите сили срещу Пирея. След превземането на Акропола, Аристион е убит чрез отравяне пред олтара на Атина Палада (Павзаний преписва болестта която убива по-късно Сула на божествено отмъщение заради този акт на неуважение към богинята).
С настъпващите римляни, загубата на Атина и неизползваемото пристанище на Пирея, Архелай осъзнава, че вече няма причина да продължава да защитава града и решава да се изтегли. Повежда армията си на север към Тесалия, където да се присъедини с войските идващи откъм Македония. Сула се мести в Беотия подготвяйки се за битка срещу Архелай, отчасти мотивиран от необходимостта да се махне от Атика, която е изтощена от дългата блокада над Атина и Пирея и отчасти защото римски сили намиращи се в Тесалия водени от Луций Хортензий (Lucius Hortensius, по възрастният брат на Квинт Хортензий), са застрашени да се окажат отрязани от две страни.

## Поражения
Архелай претърпява две съкрушителни загуби в рамките на няколко седмици, с които фактически приключва войната в Гърция. Сула заема позиция на хълм в южния край на равнината на Елатея (Elatea). Архелай вероятно разполага с повече от 120 000 души в това число и по-голяма кавалерия от римляните. Въпреки това той поема към Херонея. На терен много по-удобен за римската армия, отколкото за собствената му, Архелай претърпява унищожителна загуба и губи повече от 110 000 души. (в Битката при Херонея, римляните разполагат с 40 000 души, загубите са им неизвестни – Апиан и Плутарх твърдят, че при преброяването след битката липсвали само 14 войника, от които 2-ма се върнали след свечеряване, което прави броят на римските загуби неправдоподобните 12 войника)
Архелай бяга към Халкида, където получава подкрепление от 80 000 човка. Сула страда от недостиг на военна флота и така Архелай е в състояние да извършва нападения по крайбрежието на Гърция достигайки далече на запад до Закинтос и до Адриатическо море, дори унищожава няколко транспортни кораба от авангарда на флотата която идва като подкрепление на Сула. Също така избира и мястото където ще се проведе втората битка – град Орхомен (Orchomenus) в Беотия. Този път битката се води на терен много по-удобен за конницата на Архелай, но въпреки това последва втора тежка загуба. След битката Архелай е принуден да се крие два дни в блатата на езерото Копаис, преди да успее за втори път да избяга в Халкида (според исторически данни в тази битка (Битка при Орхомен), Архелай губи над 15 000 души от 80 000, срещу само 100 римски войника от 15 – 16 000 армия).
Когато новините за загубата при Орхомен достигат до Митридат, той заповядва на Архелай да започне преговори за сключване на мир. Условията на Сула са: Митридат трябва да се откаже от всичките си завоевания в Азия, да предаде част от флота си на римляните и да плати веднага 2000 таланта злато. В замяна на това той щял да бъде провъзгласен за приятел и съюзник на Рим. Архелай остава със Сула докато Митридат отговори на тези условия. В крайна сметка Митридат се съгласява с условията и се подписва мирен договор.
Архелай губи доверието на Митридат, който счита, че генералът му е направил твърде много отстъпки пред Сула. Дезертира при римляните, които го приемат добре. Предполага се, че работи в полза на Рим до края на живота си. Умира преди края на Третата Митридатова война.